# 이코마산조 유원지

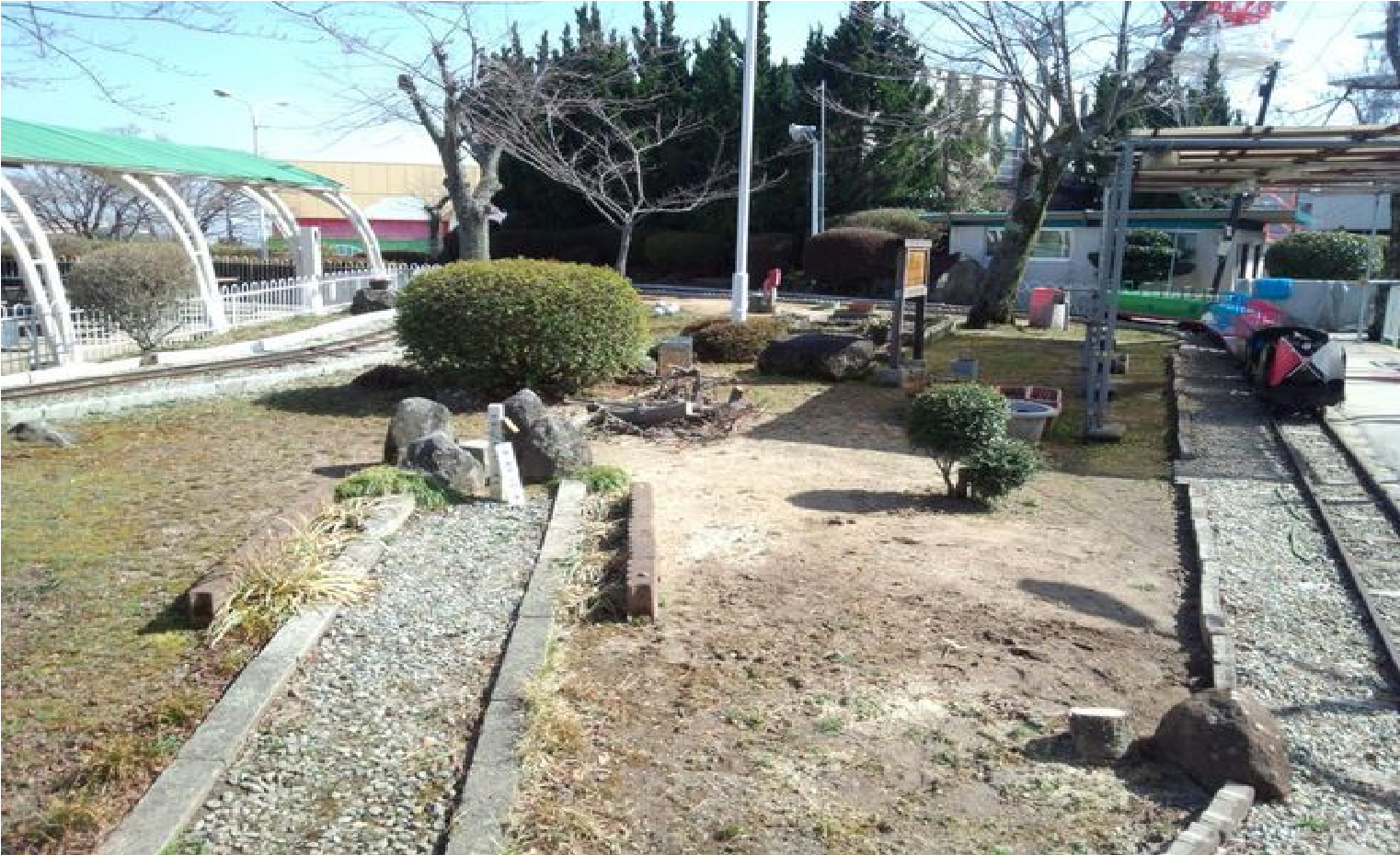
아트랙션(SL 열차)과 삼각점이 서로 만나는 모습

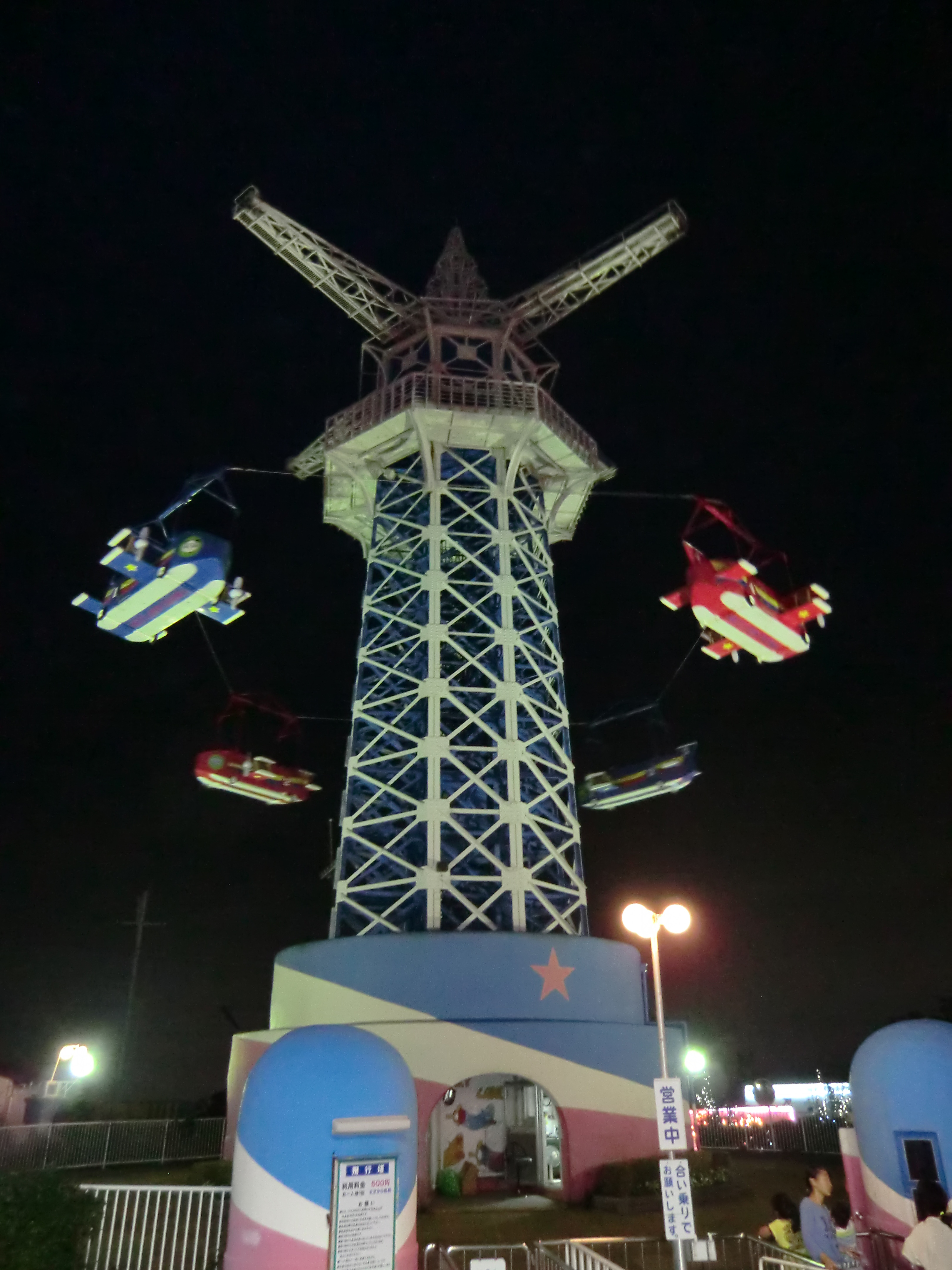
비행탑 (2014년 8월 촬영)

이코마산조 유원지(일본어: 生駒山上遊園地)는 나라현 이코마시에 자리잡고 있는 산인 이코마산의 산 정상에 놓여 있는 유원지이다. 그러나 이 놀이공원은 긴테쓰의 자회사인 긴테쓰 레저 서비스(近鉄レジャーサービス)에 소유권을 가진 형태로 운영되고 있다. 그리고 이 놀이공원은 1929년 정식으로 문을 열었다. 소재지는 이중으로 등록되어 있는 특이 사항을 가지고 있으며, 우편번호는 〒630-0231과 0272로 나누어 배정받은 상태이며, 주소는 나라현 이코마시 나바타정 2312-1번지와 오사카부 히가시오사카시 야마테정 2017-3번지로 각각 배정되어 있다. 개원 70주년이던 1999년 이후부터 한 때에는 이 유원지의 애칭을 스카이랜드 이코마(スカイランドいこま)라는 애칭이 따로 병용된 내력이 있다.

## 교통편
- 긴테쓰 이코마 역에서 긴테쓰 이코마코사쿠 선 철도를 이용, 이코마산조 역에 하차하면 바로 이용 가능.
- 시기이코마 스카이라인(일본어판)